# ERA (M!LKの曲)
「ERA」（エラ）は、日本のボーカルダンスユニット・M!LKの通算10枚目となるシングル。
2019年11月6日にSDRから発売された。

## 概要
- ｢お願い!ランキング｣11月エンディングテーマ
- 板垣瑞生、宮世琉弥ラスト参加シングル

## 収録曲

### CD
1. ERA [4:14]
作詞・作曲・編曲：園田健太郎
2. 嫌い [4:10]
作詞・作曲・編曲：松室政哉
  - TYPE-A、WIZY限定盤のみ
3. パッパラ・シュビドゥ・ヴァァァァァァァ [3:31]
作詞・作曲・編曲：OiCHAN
  - TYPE-Bのみ
4. SAY YEAH [3:44]
作詞：鈴木静那、作曲・編曲：山元祐介
  - TYPE-Cのみ

### Blu-ray
※WIZY限定盤のみ
1. M!LK SPRING TOUR 2019 “Treasure Treasure“@東京・昭和女子大学人見記念講堂

## 収録アルバム
- Juvenilizm-青春主義-
- Jewel（初回限定盤Bのみ）